# Brussels (Wisconsin)
Brussels es un pueblo ubicado en el condado de Door en el estado estadounidense de Wisconsin. En el Censo de 2010 tenía una población de 1.136 habitantes y una densidad poblacional de 12,15 personas por km².

## Geografía
Brussels se encuentra ubicado en las coordenadas 44°42′44″N 87°35′25″O / 44.71222, -87.59028. Según la Oficina del Censo de los Estados Unidos, Brussels tiene una superficie total de 93.49 km², de la cual 93.4 km² corresponden a tierra firme y (0.09%) 0.09 km² es agua.

## Demografía
Según el censo de 2010, había 1.136 personas residiendo en Brussels. La densidad de población era de 12,15 hab./km². De los 1.136 habitantes, Brussels estaba compuesto por el 99.03% blancos, el 0.26% eran afroamericanos, el 0.53% eran amerindios, el 0.09% eran asiáticos, el 0% eran isleños del Pacífico, el 0% eran de otras razas y el 0.09% pertenecían a dos o más razas. Del total de la población el 0.53% eran hispanos o latinos de cualquier raza.